# Corydalinae
Corydalinae zijn een onderfamilie van vliegende insecten van de familie Corydalidae. 

## Taxonomie
De volgende geslachten zijn bij de familie ingedeeld:
- Acanthacorydalis
- Chloronia
- Chloroniella
- Corydalus (o.a. reuzenslijkvlieg)
- Neoneuromus
- Neurhermes
- Neuromus
- Platyneuromus
- Protohermes